# Adrien-Gabriel Morice
Adrien-Gabriel Morice (Saint-Mars-sur-Colmon (País del Loira), 27 d'agost, 1859 - Saint-Boniface, Quebec (Canadà), 21 d'abril, 1939), va ser un sacerdot canadenc, missioner, lingüista i religiós oblat.
L'obra d'Émile Petitot el va inspirar a convertir-se en missioner i explorador del nord-oest canadenc. En arribar a la Colúmbia Britànica, va passar un temps a l'escola Saint-Joseph de Williams Lake, on va estudiar Chilcotin i va començar el seu estudi pioner de la llengua Dakelh.
L'any 1885, els seus somnis es van fer realitat quan va ser destinat a Fort St. James, la missió i el lloc comercial de l'àrea d'Athabascan. L'únic missioner capaç de dominar el dené, va compondre un sil·labari per a aquesta llengua fent una adaptació radical del sil·labari cree.
De 1891 a 1894 va publicar un diari bimensual, el "Dustl'us Nawhulnuk", a Dene; També s'encarregava de la publicació d'himnes i catecismes en aquesta llengua. La seva obra mestra va ser "The Carrier Language: A Grammar and Dictionary", que va fer del Carrier la més coneguda de les llengües atabasques.
El pare Morice hauria preferit quedar-se a Fort Saint James, però l'any 1904 va ser destituït pel seu bisbe a causa de les dificultats personals que tenia amb la resta de missioners. Va viure el final de la seva vida a Winnipeg, on va continuar els seus estudis sobre les pedreres i la història local i religiosa.
La ciutat de Moricetown a la Colúmbia Britànica rep el seu nom en honor al pare Morice. A la mateixa regió, el riu Morice i el llac Morice també commemoran la seva memòria.

## Obres publicades
- Au pays de l'ours noir chez les Sauvages de la Colombie-Britannique, 1897
- The Great Dené Race, 1906
- Dictionnaire historique des Canadiens et des Métis français de l'Ouest, 1908
- L'Histoire de l'Église catholique dans l'Ouest canadien, 1912
- Travaux dans le Catholic Encyclopedia

## Revistes
- La revisió canadenca
- Canadà francès
- Revisió de la Universitat d'Ottawa
- Antropòleg nord-americà